# Communauté de communes du Pays du Merlerault
La communauté de communes du Merlerault est une ancienne communauté de communes française, située dans le département de l'Orne et la région Basse-Normandie.

## Histoire
Créée en décembre 1996, la communauté de communes fusionne le 1er janvier 2013 avec la communauté de communes de la Vallée de la Risle pour former la communauté de communes des Vallées du Merlerault.

## Composition
La communauté regroupait huit communes du canton du Merlerault :
1. Les Authieux-du-Puits
2. Champ-Haut
3. Lignères
4. Ménil-Froger
5. Le Ménil-Vicomte
6. Le Merlerault
7. Nonant-le-Pin
8. Saint-Germain-de-Clairefeuille

## Administration
| Période        | Période        | Identité    | Étiquette | Qualité                |
| -------------- | -------------- | ----------- | --------- | ---------------------- |
| janvier 1997   | septembre 2001 | Jacky Dufay | DvD       | Maire de Nonant-le-Pin |
| septembre 2001 | décembre 2012  | Roger Bunel |           | Maire du Merlerault    |